# Miami (Florida)
Miami világváros, Florida állam délkeleti részén, az Egyesült Államok keleti partvidékén. A város Miami-Dade megye székhelye és Florida második legnépesebb városa. A 2007-es becslés szerint 409 719 lakosa van, ezzel a Miami agglomerációs régió legnépesebb városa, ami a hetedik legnagyobb agglomerációs régió az Egyesült Államokban, közel 5,4 millió lakosával.
Miami világváros, ugyanis fontos szerepe van adóügyi, kereskedelmi, médiai, szórakoztatási és nemzetközi kereskedelmi szempontból. Székhelye több cégnek, banknak és televízió stúdiónak. A város kikötője világszerte ismert, egyike a legnagyobb befogadóképességű kikötőknek a világon.
2008-ban Miamiban robbanásszerű építkezési láz kezdődött, a városnak mintegy 24 felhőkarcolója van, melyek közül a legmagasabb, a 240 m magas Négy Évszak Hotel Torony az állam legmagasabb épülete. Miamiban található Florida állam felhőkarcolóinak a 90 százaléka.
A város 2008-ban első lett Amerika legtisztább városainak listán, mert egész évben tiszta és friss levegője, tiszta iható hálózati vize, rendezett utcái és városszerte újrahasznosító programjai vannak. Egy neves gazdasági kutató cég szerint a város az Egyesült Államok harmadik leggazdagabb városa, és világszerte ezen a listán a 22. pozíciót foglalja el.
A város a Miami főegyházmegye érseki székvárosa.

## Történelem
A város és környékét több mint 150 évig a tekesta indiánok lakták, de 1556-ban Pedro Menéndez de Avilés spanyol tábornok a Spanyol Birodalomhoz csatolta. Egy évvel később e helyen hittérítés okán építettek templomot. 1836-ban felépítették Fort Dallast, és ez az erődítmény később a spanyolok és őslakos amerikaiak közötti háborúk egyik fontos bázisa, és környéke lett.
Miami az Egyesült Államok egyetlen olyan városa, amelyet egy nő alapított, Julia Tuttle személyében, aki egy Clevelandből származó citruskereskedő volt. Már az 1800-as évek végén megindult a város növekedése, különösen azért, mert a környéken van a legjobb talaj építkezés szempontjából egész Florida területén.
Az 1894-1895-ös nagyon kemény tél visszarántotta Miami fejlődését, de ezt ellensúlyozta, hogy Julia Tuttle később meggyőzött egy nagy vasútvállalti vezetőt, aki vasútvonalat épített Florida területén, hogy ez kapcsolódjon a városhoz is. A várost hivatalosan 1896. július 28-án jegyezték be, mindössze 300 körüli lakossal.
Az 1920-as években a városban kezdett a lakosság is nőni, az infrastruktúra is bővült, de később megállt a növekedés főképp az 1926-os nagy hurrikánnak, illetve a 30-as évek gazdasági válságának köszönhetően.
A második világháború ideje alatt a város sokat növekedett, ugyanis a város, földrajzi helyzete miatt a német tengeralattjárók elleni harc egyik fontos helyszíne lett. Fidel Castro 1959-es kubai hatalomra kerülése után a városba rengeteg kubai bevándorló érkezett, ezzel is nőtt a város lakossága. Az 1980-as és 1990-es évek folyamán rengeteg probléma volt Florida déli részén: rendőrség elleni zavargások, hurrikánok, bevándorlás-ügyi problémák. Ennek ellenére, a 20. század második felében a város óriásit fejlődött, és egy nemzetközi gazdasági- és kulturális központtá vált.
Miami és agglomerációs környezete nagyjából 110 év alatt (1896-2006) egy ezer fős településből egy 5,5 millió embernek otthont adó világváros lett.

## Földrajz
Körülbelül 92 km²-nyi területével Miami az Egyesült Államok nagyvárosai közül a legkisebb területtel, ahol több mint 2,5 millió ember él. Emellett Miami az egyetlen olyan metropolisz az USA-ban amit egyszerre két nemzeti park határol. A város az Everglades nevű mocsaras terület, illetve a Biscayne-öböl között fekszik egy síkságon. A terület tengerszint fölötti magassága a 2–12 m között ingadozik.

### Éghajlat
A Golf-áramlatnak köszönhetően Miami éghajlata egész évben meleg. Az éghajlat trópusi - monszun keverék, emiatt a nyarak forrók és nedvesek, a telek melegek kevesebb csapadékkal. Érezhetően hűvösebb idő november és március között van.
| Hónap                         | Jan. | Feb. | Már. | Ápr. | Máj. | Jún. | Júl. | Aug. | Szep. | Okt. | Nov. | Dec. | Év   |
| ----------------------------- | ---- | ---- | ---- | ---- | ---- | ---- | ---- | ---- | ----- | ---- | ---- | ---- | ---- |
| Átlagos max. hőmérséklet (°C) | 24,5 | 25,5 | 26,7 | 28,4 | 30,4 | 31,8 | 32,6 | 32,6 | 31,7  | 29,9 | 27,5 | 25,3 | 28,9 |
| Átlagos min. hőmérséklet (°C) | 15,4 | 16,7 | 18,2 | 20,1 | 22,6 | 24,3 | 25,1 | 25,1 | 24,6  | 22,9 | 19,9 | 17,1 | 21,0 |
| Átl. csapadékmennyiség (mm)   | 41   | 57   | 76   | 80   | 137  | 245  | 165  | 226  | 250   | 161  | 83   | 52   | 1573 |
| Havi napsütéses órák száma    | 220  | 217  | 276  | 294  | 300  | 288  | 310  | 288  | 261   | 260  | 222  | 217  | 3153 |
| Forrás: NOAA                  |      |      |      |      |      |      |      |      |       |      |      |      |      |

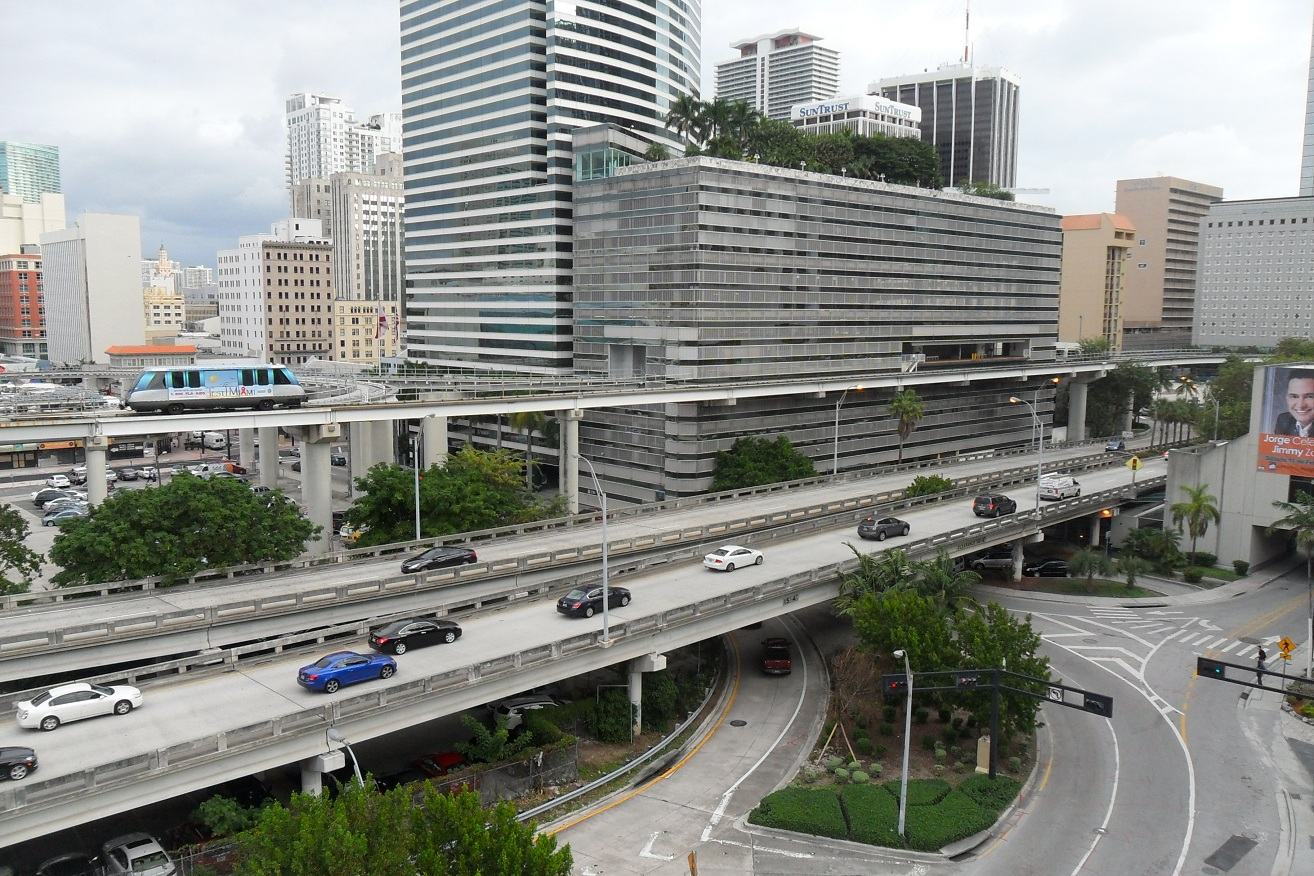
Miami belvárosának egy része

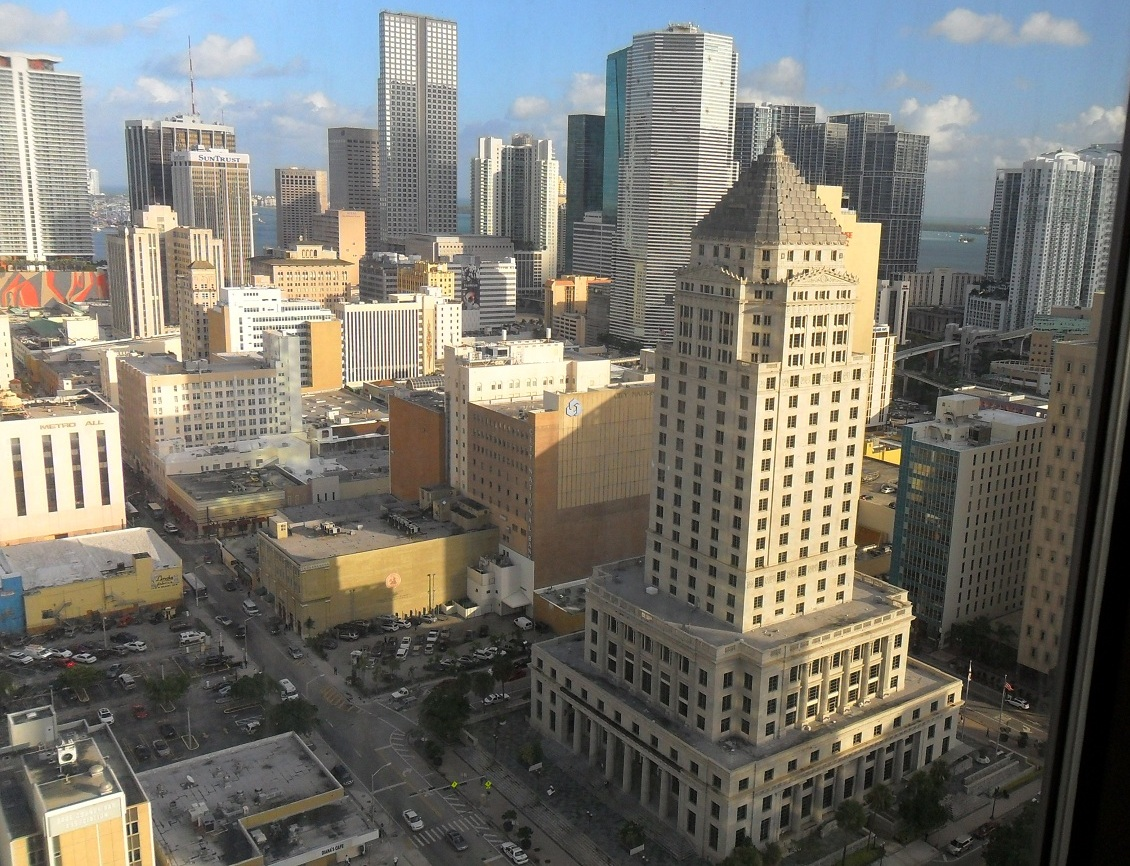
Az üzleti negyed egy része a magasból

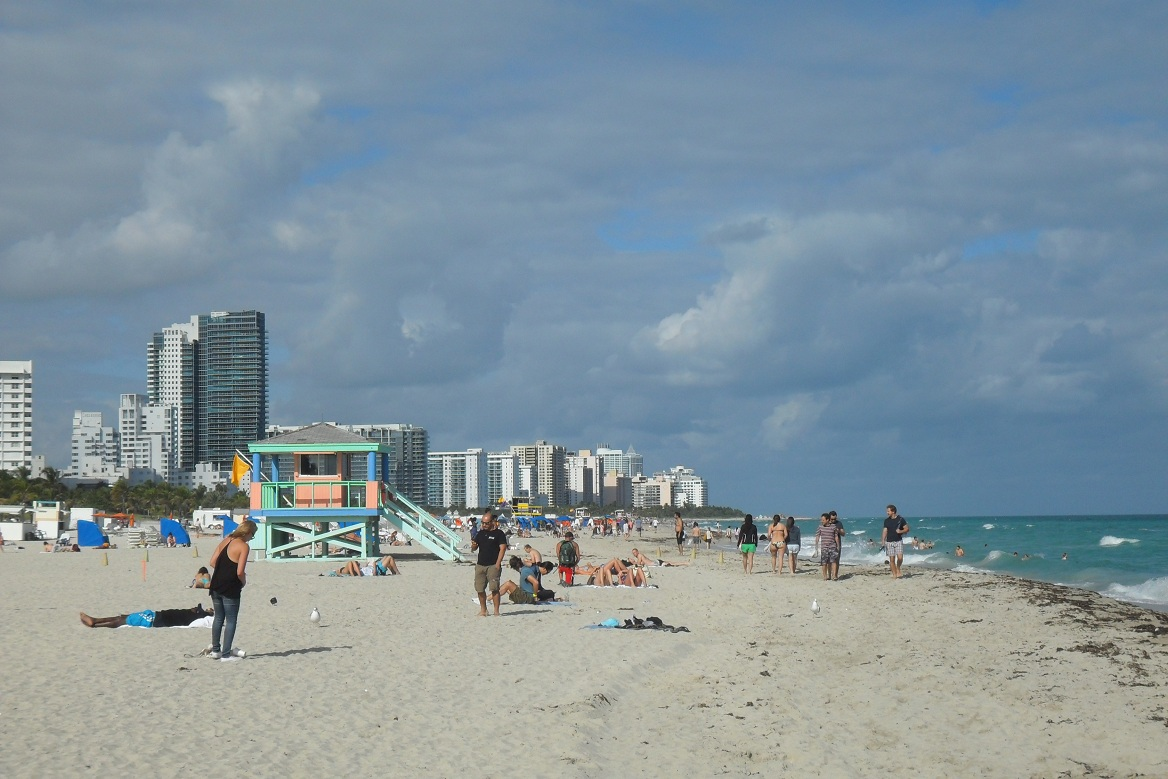
Miami tengerpartja decemberben

A város éghajlata nagyon hasonlít a Karib-térség éghajlatához. Az esősebb évszak (nyár) májustól októberig tart. A hurrikánok is leginkább nyáron, azaz az esősebb évszakban érkeznek a térségbe. A város tengerparti fekvésének, tengerszint fölötti magasságának és a Ráktérítőhöz való közelségének köszönhetően egy átlagos nyári napon a hőmérséklet mindig 24 °C fölött van. A legmagasabb hőmérséklet augusztusban van, eddigi legmagasabb 37 °C volt, míg a legalacsonyabb -1 °C. Történelme során a városban csak egyszer havazott, 1977. január 20-án. A csapadékmennyiség 1500 mm körül van, ezzel az Egyesült Államok legcsapadékosabb városának számít.

## Népesség
Miami a 43. legnépesebb város az Egyesült Államokban. A Miami agglomerációs régiónak, amelynek tagja Miami-Dade, Broward és Palm Beach megye, összesen 5,4 millió lakosa van, így ez a régió a negyedik legnépesebb az Egyesült Államokban, és a legnépesebb az Egyesült Államok délkeleti részén. Az ENSZ 2008-as becslései szerint a város és agglomerációs régiója a 44. legnépesebb a világon. A 2000-ben tartott népszámlálás szerint a városnak 362 470 lakosa volt; a 134 198 ház 83 336 családnak ad otthont. A népsűrűség 3923 fő/km².

### Népességváltozás
Elővárosok nélkül:
| Lakosok száma | 1681 | 29 571 | 110 637 | 249 276 | 334 859 | 346 865 | 362 470 | 417 650 | 463 347 | 449 514 |
|               | 1900 | 1920   | 1930    | 1950    | 1970    | 1980    | 2000    | 2013    | 2017    | 2022    |

### Etnikumok
A város etnikai összetétele a következő:
- fehér amerikaiak: 66,6% (nem-spanyol fehér: 11,8%)
- spanyol és latin bármely nemzetiségű: 65,8%
- fekete amerikai: 22,3%
- más nemzetiségű: 5,4%
- többnemzetiségű: 4,7%
- csendes-óceáni: 0,04%
- őslakos amerikai 0,2%

A 2000-es népszámláláskor a lakosság 34,1%-a kubai származásúnak, 5,6%-a nicaraguainak, 5,5%-a haitinek, 3,3%-a hondurasinak, 1,7%-a dominikainak és 1,6%-a kolumbiainak vallotta magát. Az ENSZ Fejlesztési Programja (UNDP) szerint Miamiban van a legtöbb olyan állampolgár, aki nem abban az országban született.

## Nyelvek
Miaminak van a legtöbb spanyol anyanyelvű lakosa a Nyugati féltekén, Dél-Amerikát leszámítva. 2000-ben a lakosság 66,75%-nak a spanyol volt az anyanyelve, míg az angolt csak 25,45% beszéli első nyelvként. 5,20%-nak a haiti kreol nyelv, míg 0,76% számára a francia az anyanyelv. További beszélt nyelvek még a portugál (0,41%), a német (0,18%), az olasz (0,16%), az arab (0,15%), a kínai (0,11%) és a görög (0,08%). Miami az első az Egyesült Államokban abban is, hogy itt ebben a városban a legmagasabb azon emberek aránya, akik első nyelvként nem az angolt beszélik (74,54%).

## Bűnözés
Csakúgy, mint a többi amerikai nagyvárosban, Miamiban is elég magas a bűnözés. A bűnözési hullám a '70-80-as években tetőzött; ekkor volt Miami a Kolumbiából az Egyesült Államokba csempészett kokain központja.

## A médiában és kultúrában

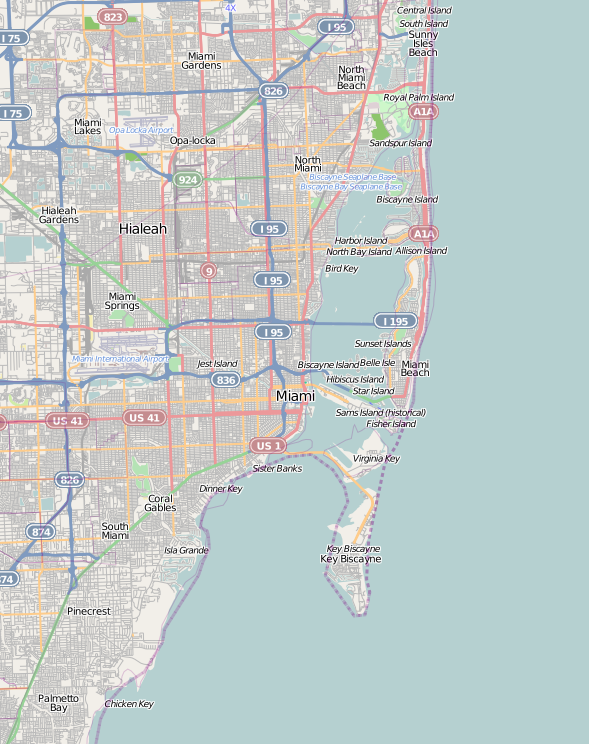
Miami térképe

Több ismert és elismert TV-műsornak ad helyszínt a város, ilyen például a Miami Vice, Kés/Alatt, a CSI: Miami helyszínelők, a Dexter és a Minden lében négy kanál című sorozat is. Emellett a város megjelenik videojátékokban is: Miamiról mintázták a GTA-sorozat két epizódjának helyszínét is (Grand Theft Auto: Vice City és Grand Theft Auto: Vice City Stories), és itt játszódik a Dennaton Games két játéka, a Hotline Miami és a Hotline Miami 2: Wrong Number is.
Számos népszerű filmnek is helyszíne Miami: A sebhelyesarcú, Halálosabb iramban, A szállító 2., Bad Boys és a Bad Boys 2, Ace Ventura: Állati nyomozó, Casino Royale, Bűnvadászok, Szuperhekusok, Nyomás utána!. A Miami nemzetközi repülőtéren forgatták az Airport 24/7: Miami c. sorozatot.
A városban található a spanyol nyelvű Telemundo székháza és stúdiói, illetve a venezuelai Venevisión amerikai stúdiója. Számos teleregényt készítenek Floridában és Miamiban.

### A város szülöttei
- Enrique Murciano
- Katherine Keener
- Eva Mendes
- Wilmer Valderrama
- Pitbull
- Jencarlos Canela

## Testvérvárosok
- Bogotá, Kolumbia
- Buenos Aires, Argentína
- Kagosima, Japán
- Lima, Peru
- Madrid, Spanyolország
- Nizza, Franciaország
- Port-au-Prince, Haiti
- Csingtao, Kína
- Santiago, Chile
- Salvador da Bahia, Brazília
- Santo Domingo, Dominikai Köztársaság
- Várna, Bulgária